# Courant marin
Pour les articles homonymes, voir Courant et Courant (fluide).

Principaux courants marins (en rouge les courants chauds, en bleu les courants froids) qui convoient la chaleur à l'échelle de chaque hémisphère terrestre, nord et sud séparément.

Un courant marin est un déplacement horizontal  d'eau de mer dû aux effets combinés du vent, de la force de Coriolis et de différences de densité (température et salinité) ; ainsi qu'aux contours des continents, aux reliefs de profondeur et à l'interaction entre courants. Un courant marin est caractérisé par sa direction, sa vitesse, son débit et sa température.
À l'échelle de la planète, l'ensemble des courants marins de surface et les courants marins de profondeur forment une immense boucle de circulation que l’on nomme boucle thermohaline à l'origine d'un grand cycle qui brasse les eaux et convoie la chaleur à l'échelle de chaque hémisphère du globe. En influençant fortement la température des régions visitées, en plus de l'humidité, les courants ont ainsi un impact déterminant sur les climats terrestres majeurs.

## Histoire
Dès le Xe siècle un auteur indien d'une encyclopédie mentionne la présence d'un courant dont il connait l’existence par les navigateurs arabes : 

« Le flux et le reflux ne se produisent que deux fois par an dans la plus grande partie de cette mer : pendant six mois, en été, la marée porte au nord-est, puis en hiver, elle porte au sud-ouest. »

Le rédacteur assimile les courants océaniques à la marée comme les marins et les scientifiques pendant des siècles.
Ce sont les navigateurs européens qui découvrirent les courants dans l'Atlantique. Juan Ponce de León en 1513 rencontra le Gulf Stream, ne pouvant avancer malgré le vent, en sa partie la plus puissante, au large de la Floride. Les Espagnols profitèrent de la découverte pour accélérer le voyage vers l'Europe.
En compilant les observations des marins contenus dans les journaux de bord, Isaac Vossius en 1664 put décrire avec une assez grande précision les trajectoires des courants de l'Atlantique Nord : 

« Les eaux courent vers le Brésil, longent la Guyane, entrent dans le golfe du Mexique, puis s'incurvent pour passer rapidement à travers les Bahamas. Elles se scindent alors en deux courants ; l'un d'eux longe les côtes de la Floride, de la Virginie et de toute l'Amérique du Nord, l'autre s'oriente vers l'est, à destination de l'Europe et de l'Afrique. Enfin elles redescendent au sud, rejoignant la première partie de leur trajectoire et tournent ainsi indéfiniment. »

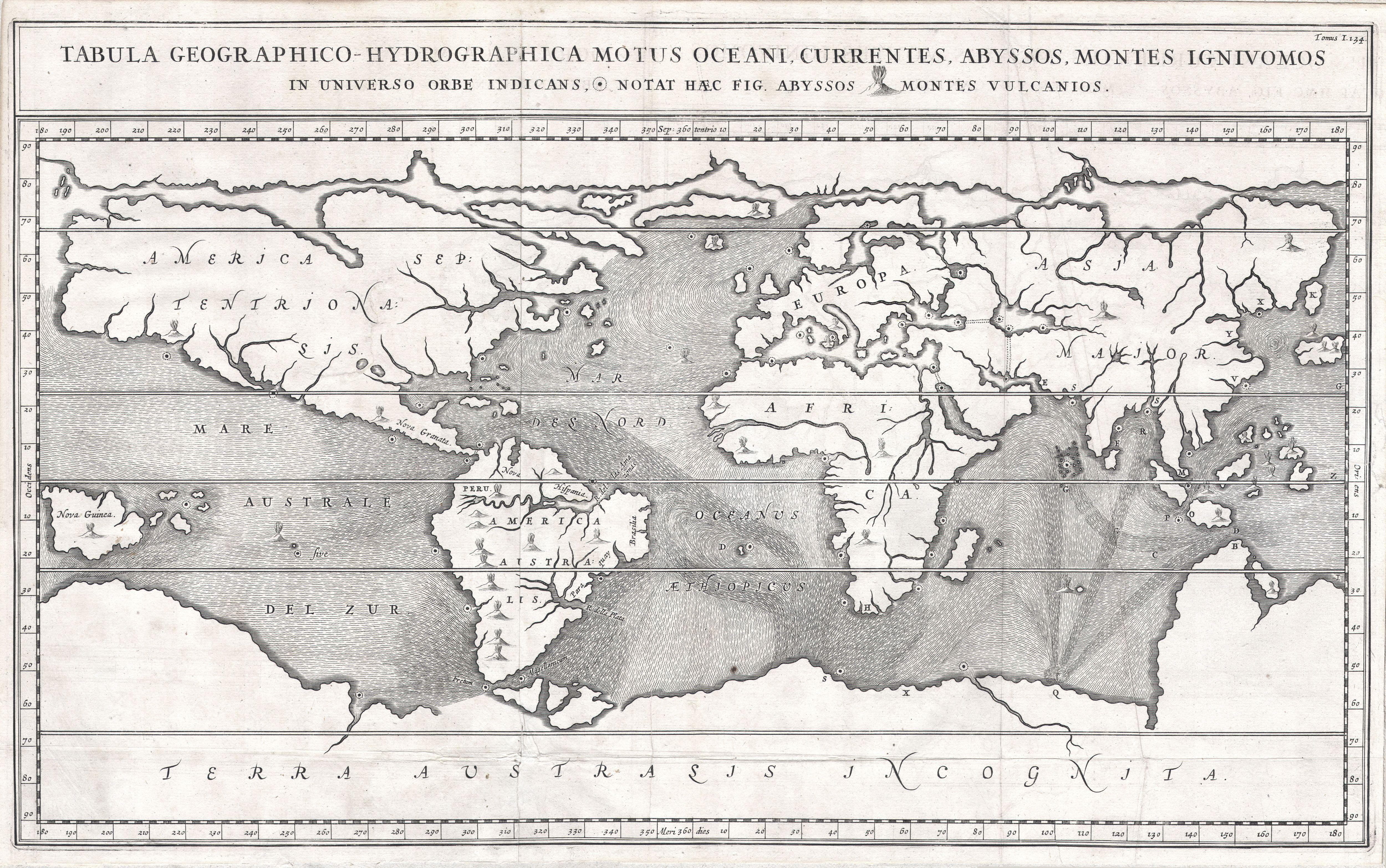
Première carte des courants par le jésuite allemand Athanasius Kircher, parue vers 1665.

Coïncidence, à la même époque paraît la première carte du monde montrant les courants. Palliant le manque de données par une imagination ingénieuse, Athanasius Kircher, s'il montre une bonne précision des rivages et des courants de surface, ajoute des tunnels qui font communiquer les mers en elles – notamment la Caspienne et la mer Noire.
La Société royale voulut déterminer les endroits et les causes de ces mouvements. Le détroit de Gibraltar fut leur première enquête, mais les Anglais ne purent parvenir à aucun résultat concluant. Un Italien, le comte Luigi Ferdinando Marsigli, remarqua le phénomène analogue dans le détroit du Bosphore en 1679. À la fois homme de guerre et homme de science, Marsigli estima que le phénomène constaté par les pêcheurs (les filets de surface dérivaient vers la Méditerranée et ceux de profondeur vers la mer Noire), était dû à la différence de salinité des eaux. Il vérifia son hypothèse sur une maquette avec de l'eau colorée et démontra que les différences de densité engendrent des courants.
Marsigli réfugié dans le sud de la France fit encore nombre de découvertes importantes sur le milieu marin. Newton avait montré le lien entre la gravitation et les marées et la différence n'était pas encore bien nette entre courant marin et marées. En 1740, l'Académie des sciences dota quatre prix pour couronner les meilleurs travaux. Colin Maclaurin fut l'un des lauréats, déduisant que la trajectoire des courants était déviée par la rotation de la Terre.

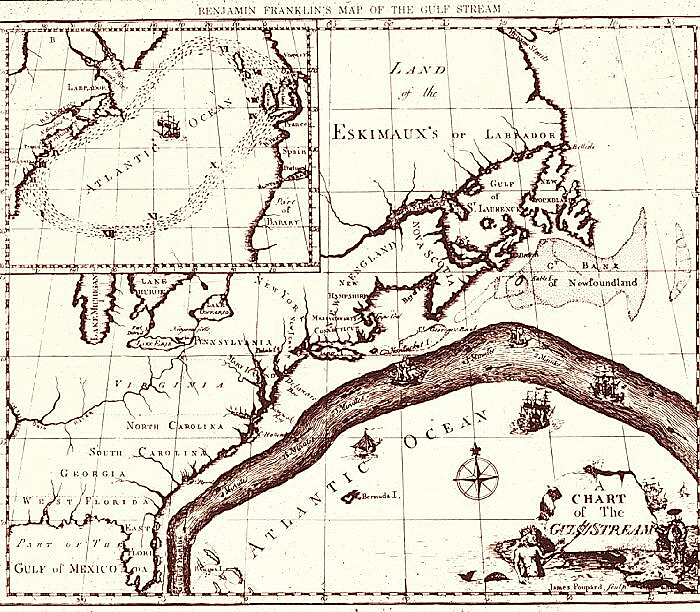
Carte du Gulf Stream publiée en 1769 par Benjamin Franklin.

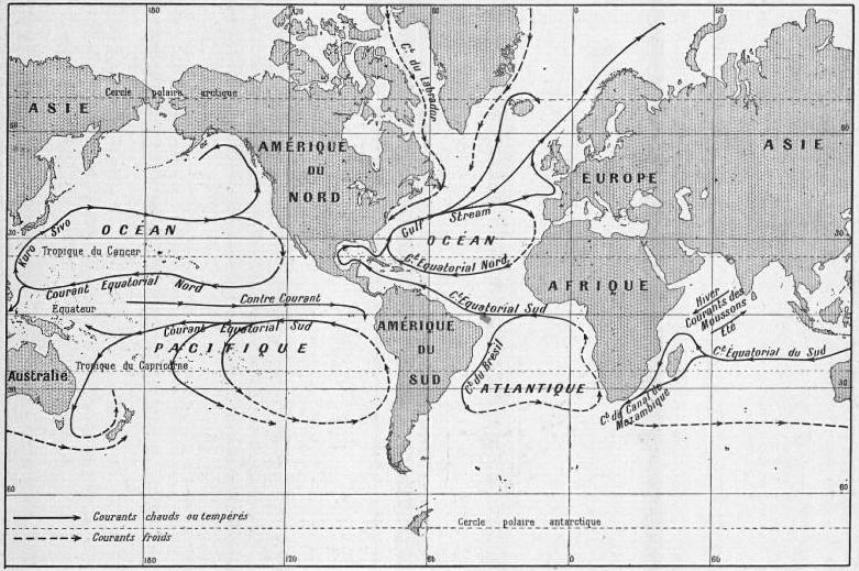
Carte générale des principaux courants marins tels qu'ils étaient connus en 1910.

En 1769 Benjamin Franklin publie la première carte du Gulf Stream, y indiquant les vitesses. Malgré cela les navires ne suivirent pas ses indications. Franklin profitant de ses voyages prenait la température des eaux. Il publia une carte améliorée en 1776 à Paris dont les Français bénéficièrent pour les approvisionnements en armes et équipements. Même âgé de 79 ans, retournant dans son pays, il plongeait encore son thermomètre dans le Gulf Stream...
En 1847 parut aux États-Unis la première édition des Cartes des vents et des courants par un marin américain, Matthew Fontaine Maury. Blessé, il avait été nommé directeur du dépôt des cartes et instruments de navigation de la Marine. Il utilisa les journaux de bord pour compiler une table qui fut imprimée d'abord en dernière page des journaux distribués aux navires de guerre et de commerce, avec consigne aux capitaines d'y noter tout fait significatif. La somme de ses données constitua le livre. En les utilisant un navire de commence gagna trente-cinq jours sur un trajet généralement accompli en cent-dix jours. Peu après, le dépôt des cartes demanda aux marins de calculer leur position régulièrement et de jeter à la mer une bouteille avec, pour la personne repêchant la bouteille, l'indication de sa découverte, le bureau put déterminer les changements de direction selon les saisons. En 1851, lors de la ruée vers l'or les trajets vers la Californie furent raccourcis d'un mois sur les trois qu'il fallait antérieurement. Maury, surnommé (entre autres) « le défricheur des mers » participa avec succès à un sauvetage : déduisant des courants et des vents il estima la position d'un navire en perdition (le San Francisco, janvier 1854) qui fut retrouvé à proximité du point indiqué.
Maury propose en 1855 une théorie visant à expliquer la circulation océanique générale où il suggère que la cause principale des courants est due à la différence de densité de l’eau de mer, en région tropicale (eau à forte salinité) et en région polaire (eau à faible salinité). Cette différence de densité de l’eau engendre un courant de surface, en direction du pôle nord, puis un courant vertical vers le fond et enfin un contre-courant en profondeur, en direction de l’équateur. Cette première théorie sur la dynamique des océans ne fit pas l’unanimité et fut critiquée par bon nombre de physiciens qui la jugèrent peu crédible. Au début des années 1870, le naturaliste britannique William Benjamin Carpenter propose une autre explication de la circulation océanique, où la cause principale du courant de surface remontant la côte Est américaine est due à la présence des alizés, et que la densité de l’eau de mer dépend principalement de sa température. Carpenter fut l'un des initiateurs de l'expédition océanographique du H.M.S Challenger dont un des objectifs était de recueillir suffisamment de données physiques sur les océans afin d'étayer sa théorie.

## Origine des courants marins

Effet de la spirale d'Ekman : vent en bleu, déplacement de l'eau par friction en rouge, déplacement réel en rose (Transport d'Ekman) et force de Coriolis en jaune foncé.

Les courants océaniques de surface sont généralement provoqués par le vent ; ils sont typiquement orientés dans le sens des aiguilles d'une montre dans l'hémisphère nord et dans le sens anti-horaire dans l'hémisphère sud, du fait de la répartition des vents. Dans les courants provoqués par les vents, l'effet de la force de Coriolis se traduit par une déviation angulaire par rapport aux vents qui en sont à l'origine (voir Spirale d'Ekman.) La localisation des courants change notablement avec les saisons ; ce phénomène est particulièrement sensible pour les courants équatoriaux.
Les courants profonds sont produits par les gradients de température et de densité, eux-mêmes résultant en grande partie des différences d'énergie solaire reçue suivant la latitude. La circulation thermohaline, aussi qualifiée de « tapis roulant », concerne les courants profonds dans les bassins océaniques causés par les variations de densité. Ces courants, qui s'écoulent sous la surface océanique, sont donc difficiles à détecter et sont assimilables à des « rivières sous-marines ». Ils sont désormais suivis par un réseau de capteurs sous-marins dérivants nommé ARGO. Les zones de courants ascendants (« remontées d'eau ou « upwellings ») et descendants sont des régions où des mouvements verticaux significatifs sont observés.
Les courants de surface concernent environ 10 % de l'eau des océans. Ils se limitent généralement aux 300 premiers mètres de l'océan. Le mouvement de l'eau profonde est causé par des forces dues à la densité et à la pesanteur. La différence de densité est fonction de la température et de la salinité. Les eaux profondes s'enfoncent dans les bassins océaniques situés aux latitudes élevées, où les températures sont assez basses pour que la densité augmente. Les principales causes des courants sont le rayonnement solaire, les vents et la pesanteur. Les flux des courants océaniques sont mesurés en Sverdrup.

## Courants de profondeur
Les vents n'ayant plus d'influence après 800 m de profondeur, ils ne peuvent être les moteurs des circulations océaniques profondes. Ces courants sont fondés sur des différences de température (l'eau froide est plus dense que l'eau chaude) et de salinité (l'eau salée est plus dense que l'eau douce), entre les différentes couches de l'océan. Les plus profonds portent le nom de courant thermohalin et ceux qui vont un peu moins en profondeur portent le nom de circulation thermohaline. Les eaux chaudes de surface se chargent en sel, à cause de l'évaporation ce qui tend à les rendre plus denses. En hiver, lors de la formation de la banquise, la glace une fois formée expulse le sel qui alourdit encore davantage l'eau non gelée qui devient « tellement » dense qu'elle plonge vers les profondeurs.
Point important, les courants de surface et les courants profonds ainsi formés se trouvent interconnectés. On a alors introduit l'expression imagée de « tapis roulant » (conveyor belt) pour décrire le transport d'eau profonde de l'Atlantique vers le Pacifique et son retour en surface. Grâce à la capacité thermique de l'eau, l'océan est un énorme réservoir de chaleur. Son inertie thermique étant beaucoup plus importante que celle de l'air, il tempère les changements thermiques saisonniers des masses d'air, qui autrement seraient beaucoup plus importants. Ainsi les courants chauds des couches de surface peuvent réchauffer le climat d'une région. À l'inverse, les eaux froides qui remontent en surface modèrent la température des eaux des régions équatoriales. Cependant cette circulation reste mal connue car difficile à mesurer directement.
L'océan joue ainsi un rôle essentiel pour la régulation du climat de notre planète et il assure un transport de chaleur de l'équateur vers les pôles aussi important que l'atmosphère.

## Effets des courants marins

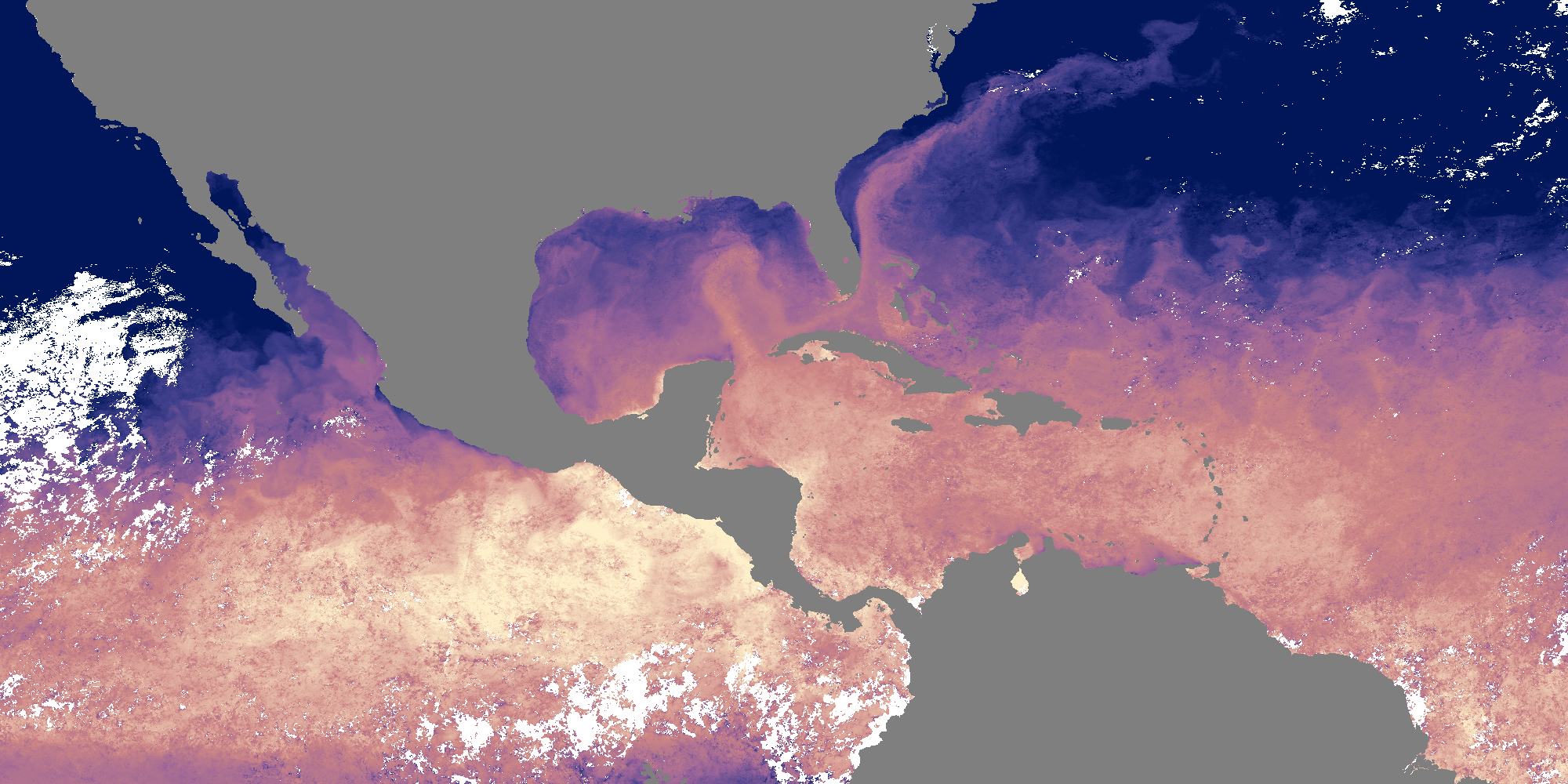
Courants marins autour de l'Amérique centrale, avec le Gulf Stream le long de la côte est américaine.

Ils jouent un grand rôle dans les cycles biogéochimiques océaniques et dans le transport des calories et des nutriments. Les grands courants comme le Gulf Stream ont un rôle de corridor écologique pour certaines espèces qu'ils transportent. Ils expliquent certaines concentrations de plancton, de poissons, ou de grands cétacés.
Ils jouent un grand rôle dans le climat mondial, notamment en régulant et dispersant la chaleur des continents qu’ils bordent et en entretenant l'humidité de l'air (cycle de l'eau). En effet, l'ensoleillement est réparti de manière inégale sur la Terre, le courant marin va tempérer cette différence. Ils distribuent de grandes quantités d’énergie / chaleur des régions chaudes vers des zones plus froides grâce à leur forte inertie thermique. Les eaux chaudes de surfaces peuvent donc réchauffer une région, et inversement. L’océan joue donc un rôle important pour la régulation du climat et il assure un transport de chaleur des régions tropicales vers les pôles tout aussi important que l’atmosphère.
Une interruption du tapis roulant peut se traduire par des dérèglements climatiques importants (et/ou en être une conséquence, selon les époques). Ce tapis roulant avait fortement ralenti vers 2001, mais a redémarré (peut-être provisoirement) en 2008, grâce à un hiver froid.

## Principaux courants

### Océan Atlantique
Liste 
- Courant des Aiguilles
- Courant de l'Angola
- Courant des Antilles
- Courant des Açores
- Courant de l'île de Baffin
- Courant de Benguela
- Courant du Brésil
- Courant des Canaries
- Courant du Cape Horn
- Courant des Caraïbes
- Courant du Groenland oriental
- Courant Est islandais
- courant des Malouines
- Courant de Floride
- Courant des Guyanes
- Courant de Guinée
- Gulf Stream
- Courant d'Irminger
- Courant du Labrador
- Courant de Lomonossov
- Courant de boucle
- Courant de l'Atlantique Nord
- Dérive nord atlantique
- Courant du Nord Brésil
- Courant nord-équatorial
- Contre-courant Nord-équatorial
- Courant norvégien
- Courant du Portugal
- Slope/Shelf Edge Current
- Slope Jet Current
- Courant de l'Atlantique Sud
- Courant sud-équatorial
- Courant de Spitsbergen
- Contre-courant subtropical
- Courant Ouest-Groenland
- Dérive des vents d'ouest

### Océan Pacifique
- Courant d'Alaska
- Courant des Aléoutiennes
- Courant de Californie
- Courant de Cromwell (courant de profondeur)
- Courant est-australien
- Contre-courant équatorial
- Courant de Humboldt (ou courant du Pérou)
- Courant du Kamtchatka
- courant de Kuroshio
- Courant Mindanao
- Courant nord équatorial
- Courant du Pacifique nord
- Oya shivo
- Courant équatorial sud
- Dérive des vents d'ouest

### Océan arctique
- Courant du Groenland oriental
- Courant norvégien
- Gyre de Beaufort
- Dérive transpolaire

### Océan Indien
- Courant des Aiguilles
- Courant est de Madagascar
- Contre-courant équatorial
- Indonesian Throughflow
- Courant de Leeuwin
- Courant de Madagascar
- Courant du Mozambique
- Courant de Somalie
- Contre-courant sud australien
- Courant équatorial sud
- Courant Indien de Mousson
- Courant ouest-australien
- Dérive des vents d'ouest

### Océan austral
- Courant circumpolaire antarctique
- Gyre de Weddell
- Tasman Outflow